# Den mörka materian
Den mörka materian (originaltitel: His Dark Materials) är en fantasytrilogi av brittiske författaren Philip Pullman. Serien är utgiven av förläggaren Scholastic mellan åren 1995 och 2000. En svensk översättning gavs ut av Olle Sahlin på Natur & Kultur. De har även lästs in som ljudböcker av skådespelaren Lena Nyman. Handlingen kretsar kring barnen Lyra Belacqua och Will Parry som vandrar genom flera parallella världar. 
Serien är en internationell storsäljare och har vunnit flera priser, bland annat Litteraturpriset till Astrid Lindgrens minne. En filmatisering baserad på den första boken Guldkompassen, hade biopremiär under december 2007. En TV-serie började sändas under november 2019 på BBC One och HBO.

## Böcker
Trilogin äger rum i ett multiversum. I Guldkompassen utspelar sig handlingen i en värld som liknar vår egen. Den dominerande religionen i serien överensstämmer med kristendomens doktriner samt att Adam och Eva nämns. Kyrkan kallas för "Magisteriet" (på engelska Magisterium) och de styr världarna. Trilogin innehåller och undersöker religiösa motiv och teman. Philip Pullman har beskrivit sig själv som "a Church of England atheist", intresserat av religion och religiösa frågor. Trilogin utforskar frågor om religionens makt och teokrati och böckerna har kritiserats av vissa kristna grupper.
I Den skarpa eggen, flyttas handlingen till staden Cittàgazze i en annan värld. I Bärnstenskikaren, utspelar sig handlingen mellan världarna.
| Lista över de tre böckerna | Lista över de tre böckerna        | Lista över de tre böckerna | Lista över de tre böckerna | Lista över de tre böckerna | Lista över de tre böckerna       |
| Originaltitel              | Första utgivning på engelska (år) | Sidor                      | Kapitel                    | Svensk titel               | Första utgivning på svenska (år) |
| -------------------------- | --------------------------------- | -------------------------- | -------------------------- | -------------------------- | -------------------------------- |
| Northern Lights            | 1995                              | 399                        | 23                         | Guldkompassen              | 1997                             |
| The Subtle Knife           | 1997                              | 341                        | 15                         | Den skarpa eggen           | 1998                             |
| The Amber Spyglass         | 2000                              | 518                        | 38                         | Bärnstenskikaren           | 2001                             |

Utöver trilogin finns det noveller enbart på engelska, Lyra's Oxford (2003) och Once Upon a Time in the North (2008) samt ljudboken The Collectors (2014). En uppföljarbok, Lyras färd, kom i mars 2018 på svenska, fortsättningen Det hemliga riket utkom på svenska i oktober 2020.

### Titlar

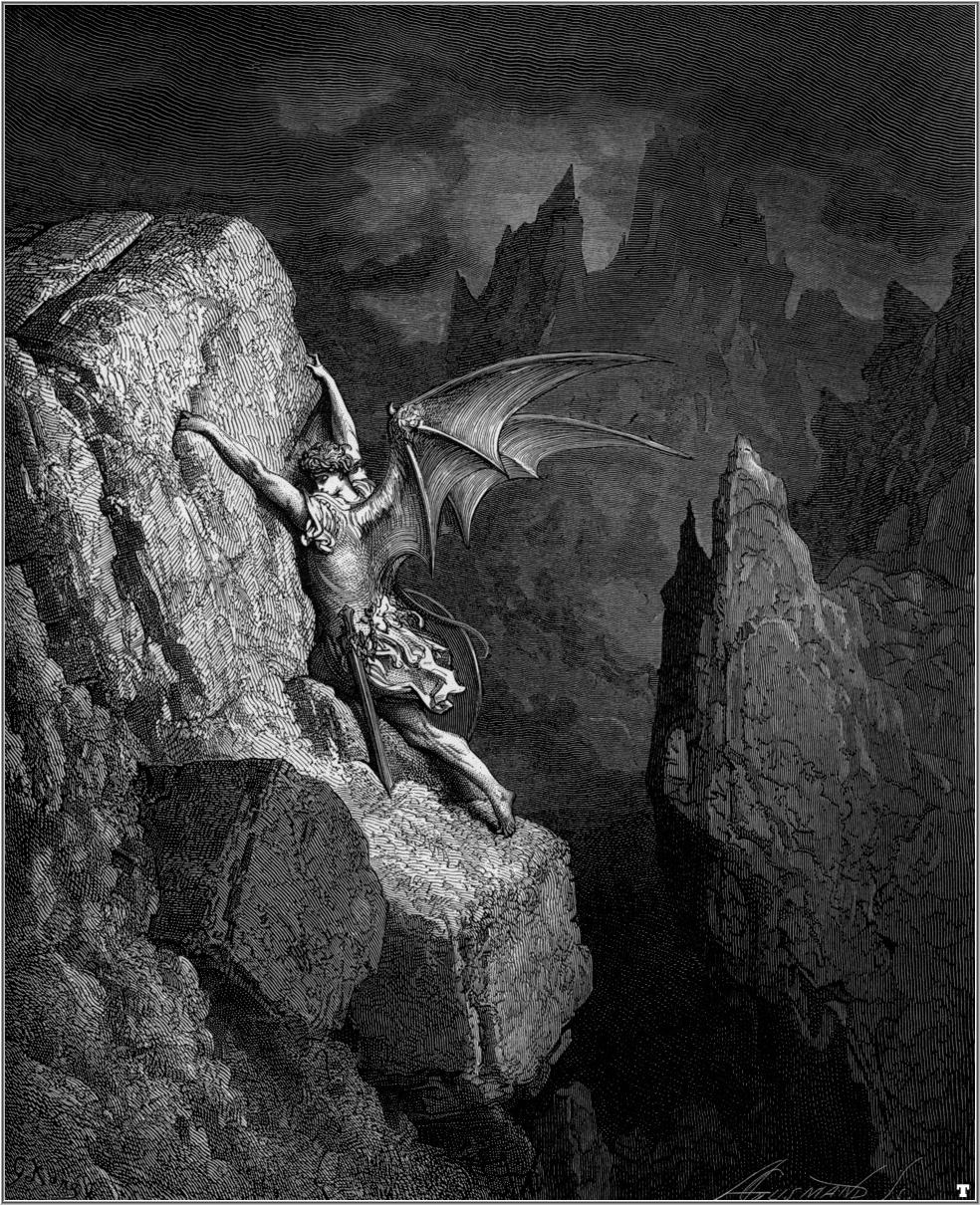
Satan som kämpar genom helvetet i en illustration av Gustave Doré.

Titeln på serien, His Dark Materials, kommer ursprungligen från John Miltons epos Det förlorade paradiset.

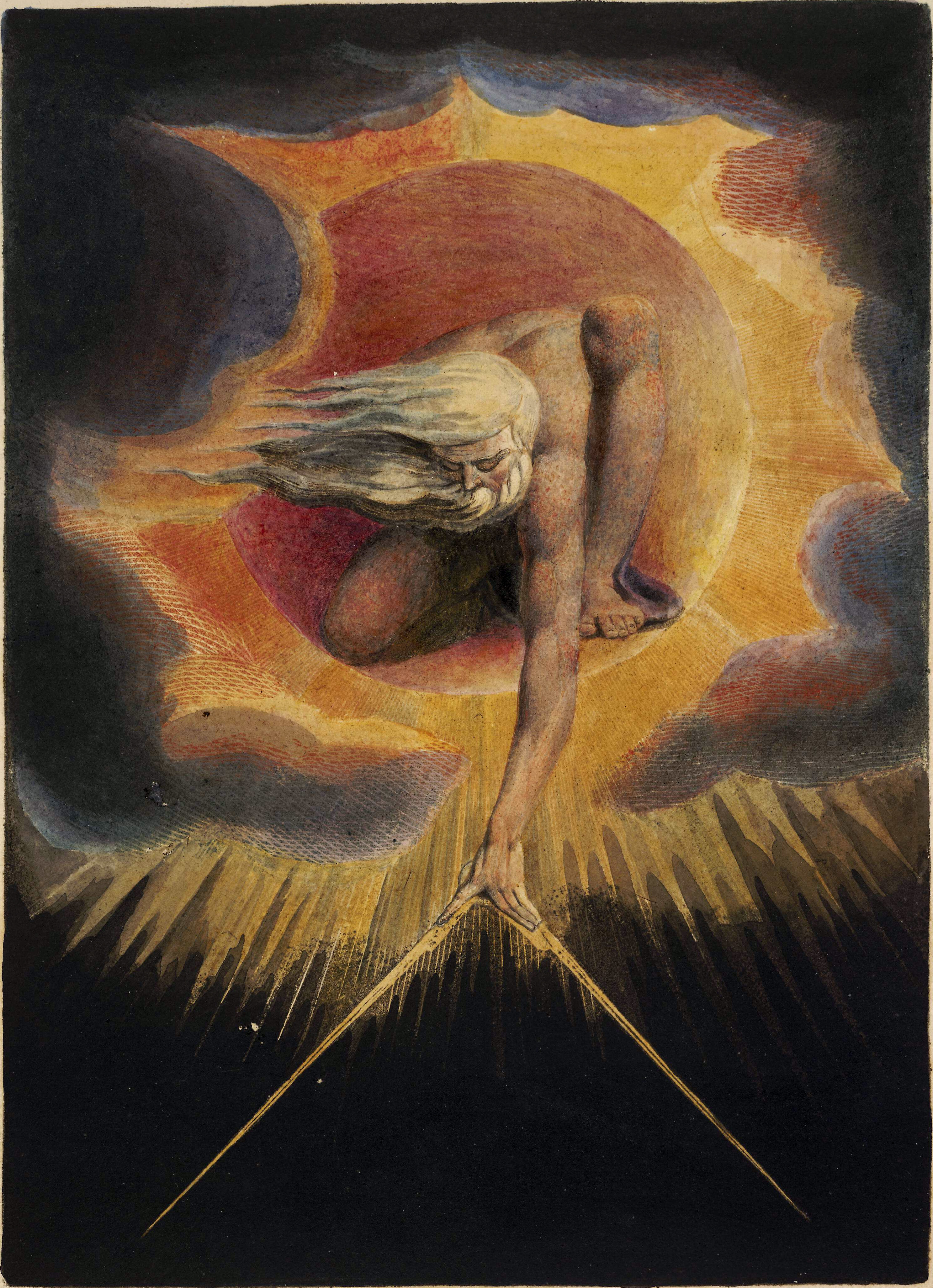
Gud som svingar de gyllene kompasserna av William Blake.

Den ursprungliga titeln på serien var The Golden Compasses, som också är en hänvisning till Det förlorade paradiset. Trots detta fick den amerikanska upplagan heta The Golden Compass. I boken har Lyra en "alethiometer", ett instrument som ser ut som en guldkompass. Den brittiska upplagan heter Northern Lights.

## Persongalleri
- Lyra Belacqua, en 12-årig flicka som växte upp i det fiktiva college Jordan College i Oxford. Hon beskrivs som mager med mörkt blont hår och blå ögon. Inledningsvis är hon ovetande om att hennes föräldrar är Marisa Coulter och Lord Asriel.
- Pantalaimon, Lyras daimon. När Lyra når puberteten antar han en permanent form av en mård.
- Will Parry, en 12-årig pojke som dyker upp i Den skarpa eggen. Han är son till Elaine Parry och upptäcktsresande John Parry.
- Kirjava, Wills daimon som antar en permanent form av en katt.
- Auktoritet, den första ängeln som skapades av Stoftet.
- Lord Asriel, Lyras farbror som senare visar sig vara hennes far. Han öppnar en klyfta mellan världarna i sin jakt efter Stoft. Han leder upproret mot kyrkan.
- Marisa Coulter (Mrs Coulter), Lyras mor och en tjänare till kyrkan. I Guldkompassen leder hon forskningen om Stoft. Hon beskrivs som mycket manipulativ. Hennes daimon är en guldfärgad apa.
- Metatron, Asriels främsta motståndare som förvandlades till en ängel.
- Lord Carlo Boreal, eller Sir Charles Latrom, en engelsman som har en framträdande roll i Den skarpa eggen.
- Mary Malone, en fysiker och tidigare nunna. Hon möter Lyra i Den skarpa eggen.
- Iorek Byrnison, en pansarbjörn. När hans rustning blir stulen, så får han hjälp av Lyra, som lyckas hitta rustningen. I tacksamhet får hon epitetet "Lyra Silvertunga".
- Lee Scoresby, en ballongfarare från Texas. Han hjälper Lyra att nå Asriels bostad och John Parry som återförenas med sin son Will.
- Serafina Pekkala, drottningen över häxorna. Hennes daimon heter Kaisa och är en gås.
- Roger Parslow, en kökspojke i Jordan College och Lyras bästa vän.
- John Parry, även kallad Stanislaus Grumman och Jopari, Wills far som är upptäcktsresande. Han fann en portal till Lyras värld.
- Ma Costa, en av zyjenarna vars son blir fångad av "Slukarna".
- John Faa, ledaren över zyjenarna.
- Fader Gomez, en präst som skickas av kyrkan för att mörda Lyra.
- Fra Pavel Rašek, en man som kan läsa alethiometern. Hans daimon är en groda.
- Balthamos och Baruch, två änglar som strider mot kyrkan.
- Tony Makarios, en pojke som kidnappas av Mrs Coulter.

## Daimon

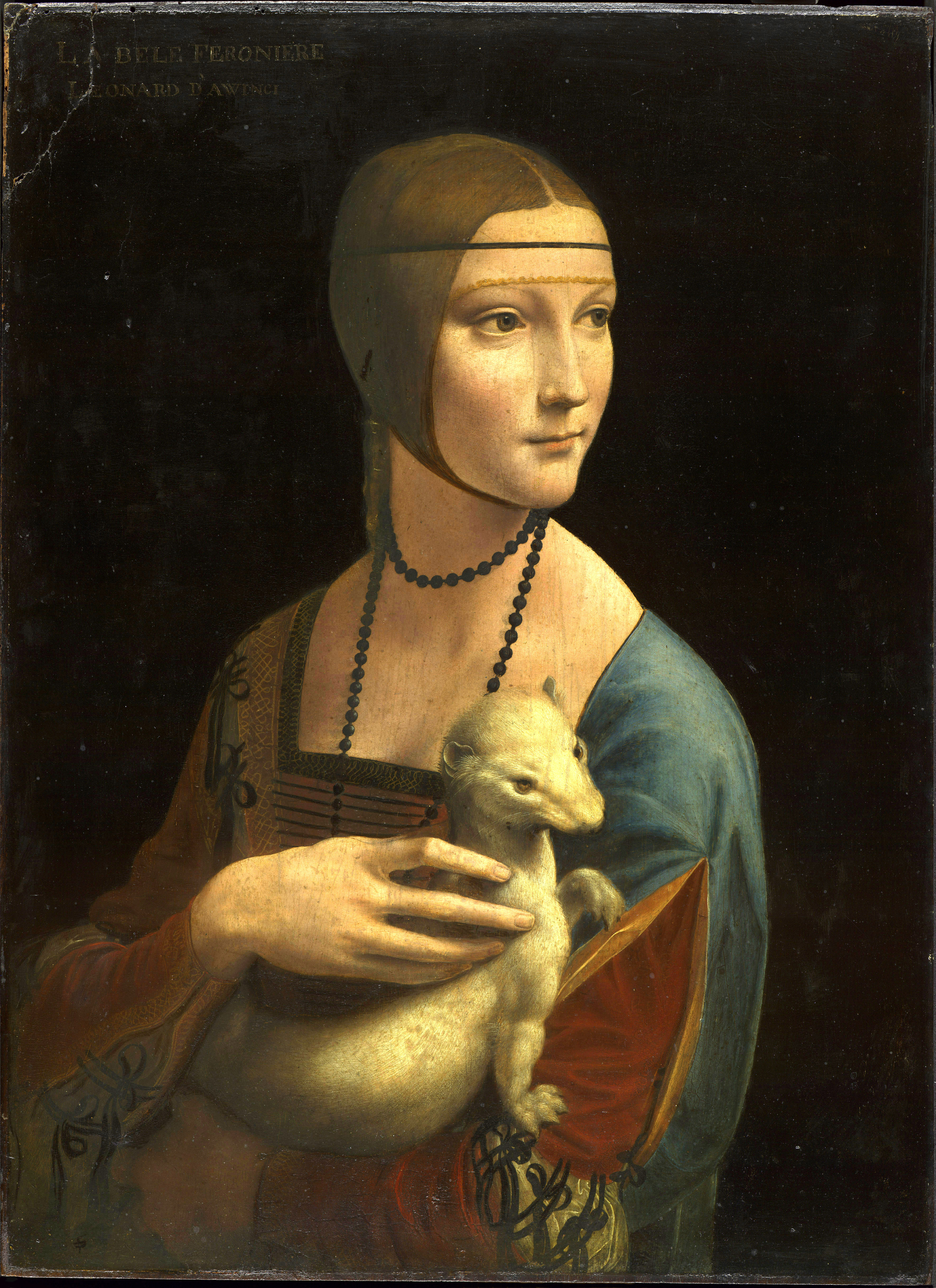
Pullman har sagt att han blev inspirerad av Leonardo da Vincis tavla Damen med hermelinen när han kom på idén med daimoner.

En daimon är människans själ i trilogin. I Lyras värld vandrar själen bredvid människorna i form av ett djur. De kan inte vara för långt ifrån varandra, men undantag för häxor. Djurformen kan skifta när barnen är små, men de blir permanenta när de inträder vuxen ålder. Människor i varje universum har daimoner, men i vissa universum är de synliga medan i andra universum är de inte.

## Inspirationskällor
Pullman har sagt att hans inspirationskällor till Den mörka materian var Heinrich von Kleists uppsats Om marionetteatern, verk av William Blake och John Miltons epos Det förlorade paradiset.
Kritiker har jämfört trilogin med Berättelsen om Narnia av C.S. Lewis. Pullman har kommenterat detta och uttryckt sig kritiskt mot Narnia-serien.

## Mottagande
Den mörka materian har blivit en global succé med 17,5 miljoner exemplar sålda. Böckerna har översatts till mer än 40 språk.

### Priser
Den första boken vann priset Carnegie Medal och Guardian Children's Fiction Prize. Den tredje boken vann Whitbread Book of the Year, den första barnboken att få detta pris. Den 25 maj 2005 tilldelades Almapriset till Pullman.

### Kontroverser
Den mörka materian har orsakat kontroverser, framförallt bland vissa kristna grupper som tycker att Pullman har gett en negativ bild av kristendomen, och att sådana beskrivningar inte hör hemma i barnböcker. Pullman har fått stöd, bland annat av Rowan Williams, tidigare ärkebiskop av Canterbury, som tror att Pullman egentligen syftar på riskerna med dogmatism och utnyttjandet av religion i allmänhet.

## Adaptationer

### Radio
BBC gjorde en radioteater av Den mörka materian som sändes på BBC Radio 4 år 2003.

### Teater
En teaterpjäs, baserad på böckerna, visades under december 2003 till mars 2004 på Royal National Theatre i London. Pjäsen är regisserad av Nicholas Hytner.

### Film
New Line Cinema producerade en film som släpptes den 7 december 2007 i Sverige. Dakota Blue Richards spelade Lyra och Chris Weitz stod för regin. Filmen fick blandade recensioner, men negativ kritik av vissa kristna grupper. Detta resulterade att ingen uppföljare gjordes. En annan orsak var att filmen drog in för lite pengar i USA.

### TV
I november 2015 meddelade BBC att en miniserie är planerad. Serien är producerad av Bad Wolf och New Line Cinema. I april 2016 anlitades Jack Thorne som manusförfattare.